# Harántos

Harántos helyzetű gyűrűk

Harántos helyzetű kalapácsok

Névváltozatok: dülény alakban (Barna-Sü. 156.)

Rövidítések:
A harántos a címerábrák olyan heraldikai póza, amikor a pajzson ábrázolt alakzatok átlósan helyezkednek el a rendelkezésre álló szabad térben. Általában címerképekről van szó, mert a mesteralakonak szokványos helyzetükben érinteniük kell a pajzs szélét. A harántos helyzetű címerábra olyan, mely a pajzs vagy a mező jobb felső sarkától a bal alsó sarka felé mutat. Ellentéte a balharántos helyzet.
Mivel rendhagyó, nem a szokványos, nem a leggyakoribb helyzetről van szó, a harántos és balharántos pózt külön is meg kell említeni a címerleírásban. Ez ott általában „harántos” vagy „harántosan” formában jelenik meg.

## Kapcsolódó szócikk
- Harántolás